# Gemeine Strauchzirpe

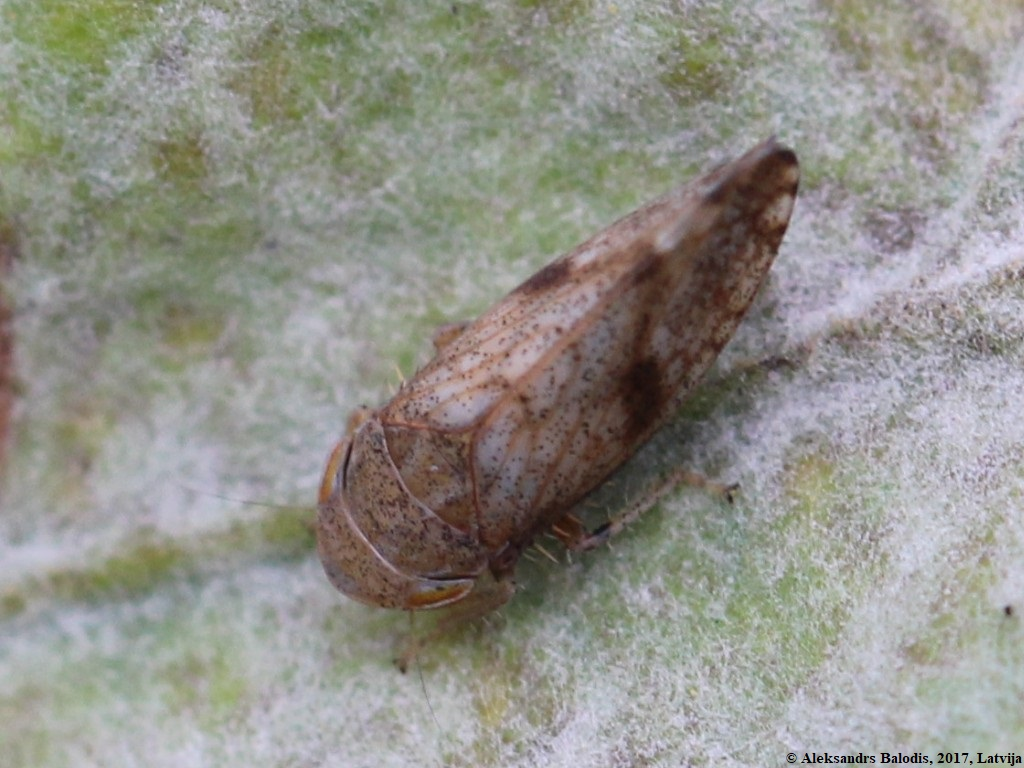

Die Gemeine Strauchzirpe (Fieberiella septentrionalis) ist eine Zwergzikade aus der Unterfamilie der Zirpen (Deltocephalinae). Das aus dem Lateinischen stammende Art-Epitheton septentrionalis bedeutet „nördlich“ und bezieht sich offenbar auf die Lage des Verbreitungsgebiets.

## Merkmale
Die Zikaden werden 5,9–6,7 mm lang. Sie sind überwiegend hellbräunlich gefärbt. Körper und Vorderflügel sind mit dunklen Punkten übersät. In Mitteleuropa können die Zikaden mit den etwas größeren Südlichen Strauchzirpen (Fieberiella  florii) verwechselt werden.

## Vorkommen
Fieberiella septentrionalis ist eine paläarktische Art. Ihr Verbreitungsgebiet erstreckt sich von Deutschland ostwärts und reicht im Südosten Europas bis nach Griechenland.

## Lebensweise
Den typischen Lebensraum der Gemeinen Strauchzirpe bilden Heckenbiotopen. Dort findet man die polyphagen Zikaden hauptsächlich an Schlehdorn (Prunus spinosa), Liguster (Ligustrum) und Rosen (Rosa). Die Art bildet eine Generation im Jahr. Die Imagines beobachtet man gewöhnlich von Ende Mai bis Ende Oktober. Die Art überwintert als Ei. 